# Erateina comata
Erateina comata är en fjärilsart som beskrevs av Druce 1893. Erateina comata ingår i släktet Erateina och familjen mätare. Inga underarter finns listade i Catalogue of Life.